# Osbert Sitwell
Sir Francis Osbert Sacheverell Sitwell, al cincilea baronet, (n. 6 decembrie 1892, Londra, Regatul Unit al Marii Britanii și Irlandei – d. 4 mai 1969, Castello di Montegufoni⁠(d), Toscana, Italia) a fost un scriitor englez. Sora sa mai mare a fost poeta Edith Sitwell, iar fratele său mai mic a fost Sacheverell Sitwell. Ca și frații săi, și-a dedicat viața artei și literaturii. 

## Tinerețe
Sitwell s-a născut pe 6 decembrie 1892 la 3 Arlington Street, Londra. Părinții săi au fost Sir George Reresby Sitwell, al patrulea baronet, genealogist și antichar și Lady Ida Emily Augusta ( née Denison). A crescut în reședința familiei de la Renishaw Hall, Derbyshire și la Scarborough, și a mers la Școala Ludgrove, apoi la Colegiul Eton din 1906 până în 1909. Mulți ani, biografia sa din Who’s Who a conținut sintagma „Educ[ație]: în timpul sărbătorilor din Eton".
În 1911 s-a alăturat regimentului de cavalerie ușoară Sherwood Rangers Yeomanry, dar, nefiind numit ca ofițer de cavalerie, a fost transferat la Gărzile de Grenadieri de la Turnul Londrei de unde, în timpul serviciului său, putea frecventa teatre și galerii de artă. 

### Armată
La sfârșitul anului 1914, Sitwell a ajuns în tranșeele din Franța, lângă Ypres (Belgia). Aici a scris prima sa poezie, descriind-o ca fiind „Un anumit instinct și o combinație de sentimente, până acum, neatinse care s-au unit pentru a mă conduce pe hârtie”. „Babel” a fost publicată în The Times la 11 mai 1916. În același an, el a avut primele colaborări și antologii literare cu fratele și sora sa, trio-ul fiind denumit de obicei simplu ca Sitwells. 

## Activitate politică și de altă natură
În 1918 a părăsit armata cu gradul de căpitan și a contestat alegerile generale din 1918 ca candidat al Partidului Liberal pentru Scarborough și Whitby, terminând pe locul doi. 
Sitwell a făcut campanii pentru conservarea clădirilor georgiene și a fost responsabil pentru salvarea Sutton Scarsdale Hall, acum deținută de English Heritage. El a fost un membru timpuriu și activ al Grupului Georgian. 
De asemenea, a avut un interes pentru paranormal și s-a alăturat Ghost Club, care la acea vreme era relansat ca o societate de cină dedicată dezbaterii și subiectelor paranormale. 

## Cariera de scriitor

### Lucrări
Prima lucrare de ficțiune a lui Sitwell, Triple Fugue, a fost publicată în 1924, iar vizitele din Italia și Germania au produs Discursions on Travel, Art and Life (1925). Primul său roman, Before the Bombardment  - Înainte de bombardament (1926), care are loc într-un hotel în afara sezonului, a fost bine revizuit - Ralph Straus, care a scris pentru revista Bystander, l-a numit-o „o piesă aproape impecabilă a scrisului satiric”, iar Beverley Nichols a lăudat „bogăția” frumuseții și a spiritului său”. Romanul său ulterior, The Man Who Lost Himself - Omul care s-a pierdut pe sine (1929), a fost o aventură cu totul diferită și nu a fost primit la fel de bine de către critică. Cu toate acestea, a fost reeditat de numeroase ori.
Sitwell, sigur pe sine în privința tehnicilor sale literare, a continuat să scrie mai multe romane, printre care Miracle on Sinai (1934) și Those Were the Days (1937), care nu au primit aceleași recenzii strălucitoare ca și primele sale romane. O colecție de povestiri Open the Door (1940), al cincilea său roman A Place of One's Own (1940), Selected Poems - Poemele sale selectate (1943) și o carte de eseuri Sing High, Sing Low (1944) au fost rezonabil de bine primite. „The Four Continents - Cele patru continente” (1951) este o carte de călătorie, reminiscență și observație. 

### Autobiografie
În 1943 a început o autobiografie care a avut până la urmă patru volume: Left Hand, Right Hand- Mna stângă, mâna dreaptă (1943), The Scarlet Tree - Copacul stacojiu (1946), Great Morning - Marea dimineață (1948) și Laughter in the Next Room - Râsete în camera următoare (1949). Scriind în jurnalul literar The Adelphi, George Orwell a declarat că, „deși gama pe care o acoperă este îngustă, trebuie să se numere printre cele mai bune autobiografii ale vremii noastre”. Autobiografia lui Sitwell a fost urmată de o colecție de eseuri despre diverși oameni pe care i-a cunoscut, Noble Essences: A Book of Character (1950) și un postscript, Tales my Father Taught Me (1962). 

## Titlu de baronet
După ce tatăl lui Sitwell a murit, în 1943, a devenit al cincilea baronet. 

## Moarte
Sitwell suferea de boala Parkinson din anii 1950; la jumătatea anilor ’60 această afecțiune devenise atât de severă încât a trebuit să renunțe la scris. El a murit la 4:15 pm, la 4 mai 1969, în Italia, la Montegufoni, un castel de lângă Florența,pe care tatăl său îl cumpărase abandonat în 1909 și l-a restaurat ca reședință personală. Castelul a fost lăsat nepotului său, Reresby; banii i-au fost lăsați fratelui său Sachie. Sitwell a fost incinerat și cenușa lui a fost îngropată în Cimitero Evangelico degli Allori din Florența, împreună cu o copie a primei sale lucrări, Înainte de bombardament.